# Entremont (Alta Savoia)
Entremont és un municipi francès situat al departament de l'Alta Savoia i a la regió d'Alvèrnia-Roine-Alps. L'any 2007 tenia 570 habitants.

## Demografia

### Població
El 2007 la població de fet d'Entremont era de 570 persones. Hi havia 220 famílies de les quals 77 eren unipersonals (37 homes vivint sols i 40 dones vivint soles), 40 parelles sense fills, 85 parelles amb fills i 18 famílies monoparentals amb fills.
La població ha evolucionat segons el següent gràfic:
Habitants censats

### Habitatges
El 2007 hi havia 429 habitatges, 232 eren l'habitatge principal de la família, 174 eren segones residències i 23 estaven desocupats. 348 eren cases i 79 eren apartaments. Dels 232 habitatges principals, 148 estaven ocupats pels seus propietaris, 76 estaven llogats i ocupats pels llogaters i 7 estaven cedits a títol gratuït; 4 tenien una cambra, 20 en tenien dues, 57 en tenien tres, 61 en tenien quatre i 90 en tenien cinc o més. 202 habitatges disposaven pel capbaix d'una plaça de pàrquing. A 98 habitatges hi havia un automòbil i a 119 n'hi havia dos o més.

### Piràmide de població
La piràmide de població per edats i sexe el 2009 era:
| Homes | Edats   | Dones |
| ----- | ------- | ----- |
| 0     | 95 o +  | 0     |
| 0     | 90 a 94 | 0     |
| 4     | 85 a 89 | 4     |
| 4     | 80 a 84 | 0     |
| 8     | 75 a 79 | 16    |
| 4     | 70 a 74 | 8     |
| 4     | 65 a 69 | 8     |
| 12    | 60 a 64 | 12    |
| 12    | 55 a 59 | 0     |
| 12    | 50 a 54 | 20    |
| 24    | 45 a 49 | 12    |
| 16    | 40 a 44 | 12    |
| 24    | 35 a 39 | 12    |
| 28    | 30 a 34 | 32    |
| 28    | 25 a 29 | 16    |
| 8     | 20 a 24 | 8     |
| 16    | 15 a 19 | 4     |
| 20    | 10 a 14 | 4     |
| 16    | 5 a 9   | 16    |
| 16    | 0 a 4   | 20    |

## Economia
El 2007 la població en edat de treballar era de 370 persones, 292 eren actives i 78 eren inactives. De les 292 persones actives 282 estaven ocupades (152 homes i 130 dones) i 12 estaven aturades (6 homes i 6 dones). De les 78 persones inactives 24 estaven jubilades, 30 estaven estudiant i 24 estaven classificades com a «altres inactius».

### Ingressos
El 2009 a Entremont hi havia 236 unitats fiscals que integraven 600 persones, la mediana anual d'ingressos fiscals per persona era de 17.292 €.

### Activitats econòmiques
Dels 29 establiments que hi havia el 2007, 1 era d'una empresa alimentària, 3 d'empreses de fabricació d'altres productes industrials, 9 d'empreses de construcció, 2 d'empreses de comerç i reparació d'automòbils, 1 d'una empresa de transport, 6 d'empreses d'hostatgeria i restauració, 4 d'empreses de serveis i 3 d'entitats de l'administració pública.
Dels 11 establiments de servei als particulars que hi havia el 2009, 4 eren guixaires pintors, 3 fusteries, 1 electricista, 1 empresa de construcció i 2 restaurants.
L'únic establiment comercial que hi havia el 2009 era una fleca.
L'any 2000 a Entremont hi havia 15 explotacions agrícoles que ocupaven un total de 390 hectàrees.

## Equipaments sanitaris i escolars
El 2009 hi havia una escola elemental.

## Poblacions més properes
El següent diagrama mostra les poblacions més properes.